# Deaminazione
La deaminazione, in chimica organica, rappresenta la fuoriuscita da una molecola di un gruppo amminico, con conseguente produzione di una molecola di ammoniaca. La reazione necessita di una molecola di acqua per avvenire ed è detta anche deaminazione ossidativa, in quanto ossida il carbonio su cui era legato il gruppo amminico, sostituendovi un gruppo carbonilico.

## La deaminazione nel metabolismo
La deaminazione ha una grande importanza nel nostro organismo in quanto permette lo smaltimento degli atomi di azoto, potenzialmente dannosi, presenti negli amminoacidi: i gruppi amminici degli amminoacidi sono trasferiti, infatti, per transaminazione, al α -chetoglutarato trasformandolo nell'amminoacido glutammato. L'enzima glutammato deidrogenasi catalizza la deaminazione di questo composto liberando ammoniaca e riformando α-chetoglutarato. Due molecole di ammoniaca reagiscono poi con una molecola di anidride carbonica per produrre urea (ciclo dell'urea) o acido urico che verrà escreta dai reni.

## Deaminazione spontanea delle basi azotate
La deaminazione può riguardare anche le basi azotate adenina (che viene convertita in ipoxantina), guanina (che viene convertita in xantina), citosina (che viene convertita in uracile),  e 5-metilcitosina (che viene convertita in timina): questi processi possono portare a mutazioni genetiche.

### Deaminazione della citosina
La deaminazione spontanea della citosina determina la formazione di uracile, con rilascio di ione ammonio. Il processo può anche essere indotto in vitro, trattando la base con disolfito che reagisce specificamente con la citosina ma non con la sua forma metilata. In questo modo è possibile distinguere nella doppia elica del DNA il filamento con citosina non metilata da quello con citosina normale (dove apparirà l'uracile, che non è comune altrimenti nel DNA).
Se il processo avviene in vivo verrà inserito un uracile al posto della corretta citosina; l'appaiamento errato può essere riconosciuto e riparato da particolari sistemi di riparazione del DNA: in particolare specifiche glicosilasi riconoscono questo nucleotide che non è comune nel DNA e lo sostituiscono con la citosina. Se l'errore non viene riparato entro la successiva replicazione del DNA le nuove molecole di DNA sintetizzate avranno inserite una mutazione non più eliminabile.

### Deaminazione della 5-metilcitosina
La deaminazione di questa base provoca la formazione di timina, un nucleotide normalmente presente nel DNA. Alcune rare gilcolidasi sono in grado di riconoscere gli appaiamenti errati che derivano da questa deaminazione (T-G) e sostituire alla timina la citosina. La 5-metilcitosina è presente soprattutto nei procarioti, formata in seguito a metilazione di una citosina tramite una metil transferasi. La formazione di questa base modificata è correlata a processi di silenziamento genico. Spesso la 5-metilcitosina è presenti nei siti CpG: l'alta frequenza con cui è possibile avere mutazioni in queste regioni spiegano il perché siano così rare nel genoma.

## Deaminazione nell'editing dell'RNA
Alcune deaminasi sono coinvolte nel processo di editing dell'RNA, ovvero nella modificazione della sequenza di questo acido nucleico in sede post-trascrizionale. Le principali deaminazione riguardano anche qui la citosina (deaminata a uracile). Ad esempio, al termine della trascrizione del gene per l'apoliproteina apoB, per deaminazione, un codone CAA (codificante per la glutammina) viene convertito in UAA (un codone di stop): la deaminazione genera così un'interruzione precoce della sintesi proteica che dà origine a una particolare (più corta) isoforma di apoB.